# Hrafnhildur Skúladóttir
Hrafnhildur Skúladóttir (født 9. august 1977) er en islandsk Håndboldtræner og tidligere håndboldspiller. Hun er den nuværende træner af det islandske hold ÍBVs kvindehåndboldhold. Hun spllede på Islands håndboldlandshold, og deltog under VM 2011 i Brasilien.